# Fi Leonis
Fi Leonis (φ Leonis, förkortat Fi Leo, φ Leo)  är en ensam stjärna belägen i den södra delen av stjärnbilden Lejonet. Den har en skenbar magnitud på 4,46 och är synlig för blotta ögat där ljusföroreningar ej förekommer. Baserat på parallaxmätning inom Hipparcosuppdraget på ca 17,7 mas, beräknas den befinna sig på ett avstånd på ca 184 ljusår (ca 57 parsek) från solen.

## Egenskaper
Fi Leonis är en blå till vit underjättestjärna av spektralklass A7 IVn. Den har en beräknad massa som är ca 60 procent större än solens massa, en radie som är ca 3 gånger större än solens och utsänder från dess fotosfär ca 39 gånger mera energi än solen vid en effektiv temperatur av ca 7 700 K.
Fi Leonis ligger med planet för stjärnans ekvator nära siktlinjen från jorden, och roterar snabbt med en prognostiserad rotationshastighet på 254 km/s. Den snabba rotationen ger stjärnan en något utbuktad form med en ekvatoriell radie som är 29 procent större än polarradien.
Fi Leonis har nämnts som en skalstjärna, vilket betyder att den har en omgivande skiva av gas i plan med stjärnans ekvator, och kan visa en liten variation. Sporadisk variation av spektra på en tidsskala i minuter upp till månader i varaktighet antyder att fasta, kometkroppar ligger i omlopp runt stjärnan, och kommer tillräckligt nära för att fasta material i dem ska sublimera.